# 戈爾德希爾 (北卡羅萊納州)
戈爾德希爾（英語：Gold Hill）是位於美國北卡羅萊納州羅恩縣的普查規定居民點。

## 人口
根據2020年美國人口普查的數據，戈爾德希爾的面積為6.49平方千米，當中陸地面積為6.45平方千米，而水域面積為0.05平方千米。當地共有人口372人，而人口密度為每平方千米57.32人。